# Homonhon
Homonhon ist eine den Philippinen zugehörige Insel. Sie wird politisch der Provinz Eastern Samar zugeordnet und gehört der eigenständig verwalteten Gemeinde Guiuan an. Die Insel markiert den östlichen Rand des Golfes von Leyte. Sie befindet sich östlich der Insel Leyte und liegt unterhalb des südlichen Ausläufers der Insel Samar. Sie hat eine Ausdehnung von 20 km.

## Geschichte
Nach der Überquerung des Pazifiks passierten die drei Schiffe, die von Ferdinand Magellans Flotte übrig geblieben waren, die Inseln der Marianen und erreichten am 16. März 1521 die Insel Humunu (früher Name der Insel Homonhon). Hier ging man an Land, um sich mit weiteren Vorräten einzudecken. Kurz darauf wurde die Flotte von Booten des einheimischen Rajah Calambus entdeckt, der über die benachbarte Insel Limasawa herrschte. Die Sprache der Einheimischen war Magellans malaiischem Sklaven und Dolmetscher Enrique Melaka bekannt, der so zum ersten Menschen wurde, der nach einer Reise um die Erde seine Heimatregion wieder erreichte. Mittels des Dolmetschers Enrique gelang es Magellan, mit dem Herrscher von Limasawa in Verbindung zu treten und mit ihm Geschenke auszutauschen.
Der Tag ihrer Landung war ein Sonntag während des Festes zu Ehren des heiligen Lazarus und markiert heute die Ankunft des christlichen Glaubens auf den Philippinen.
Magellan selbst gab der Insel den Namen „Homonhon“, der „Insel der Wasserstelle voll guter Zeichen“ bedeutet.